# 布克利广场
布克利广场（Bürkliplatz）是瑞士苏黎世的一个城市广场，位于苏黎世湖湖汇入利马特河处，码头桥西侧，以工程师阿诺德·布克利命名，是公共交通枢纽之一，也是建于1881-1887年的湖滨长廊工程的枢纽。
布克利广场北侧为车站大街和Stadtquaiquai。 

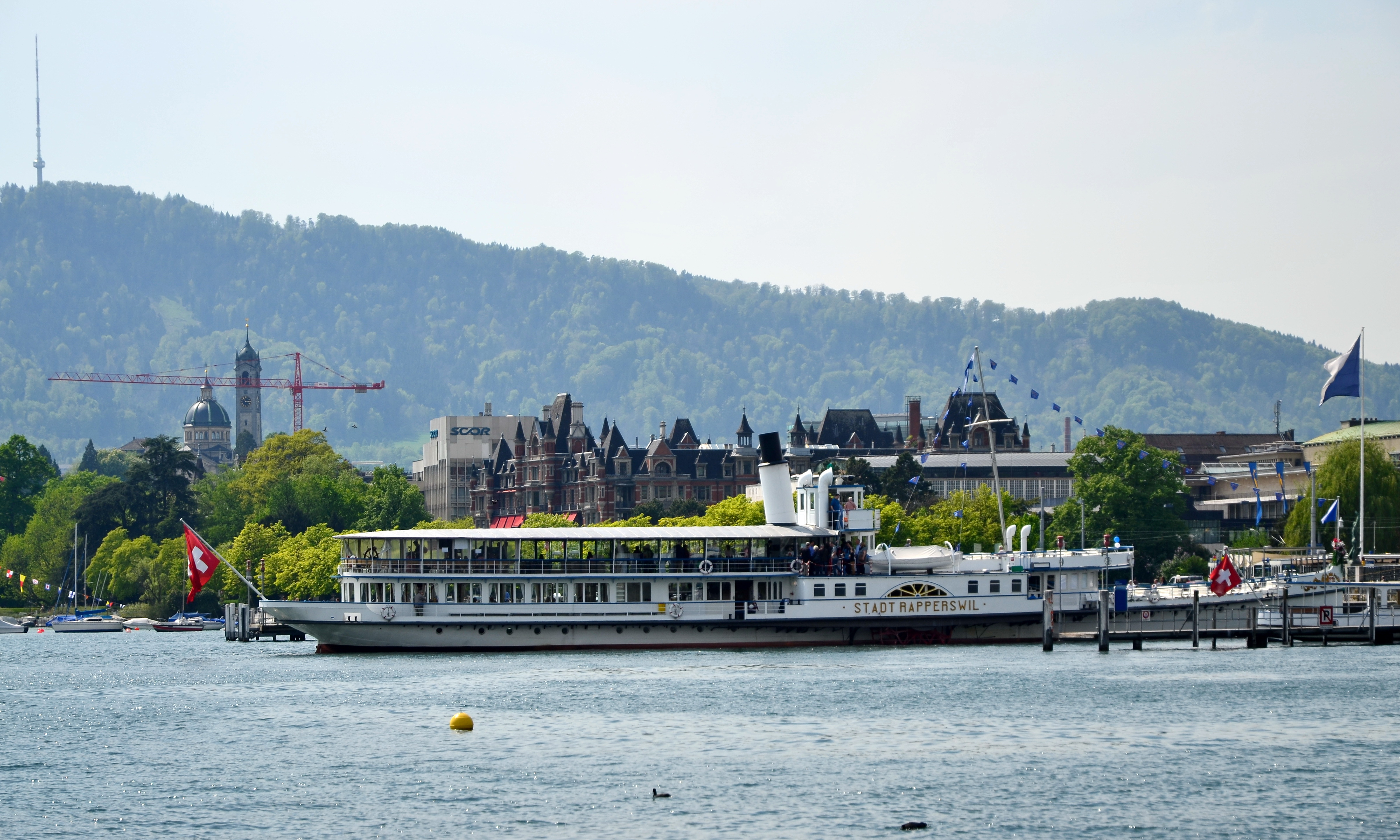
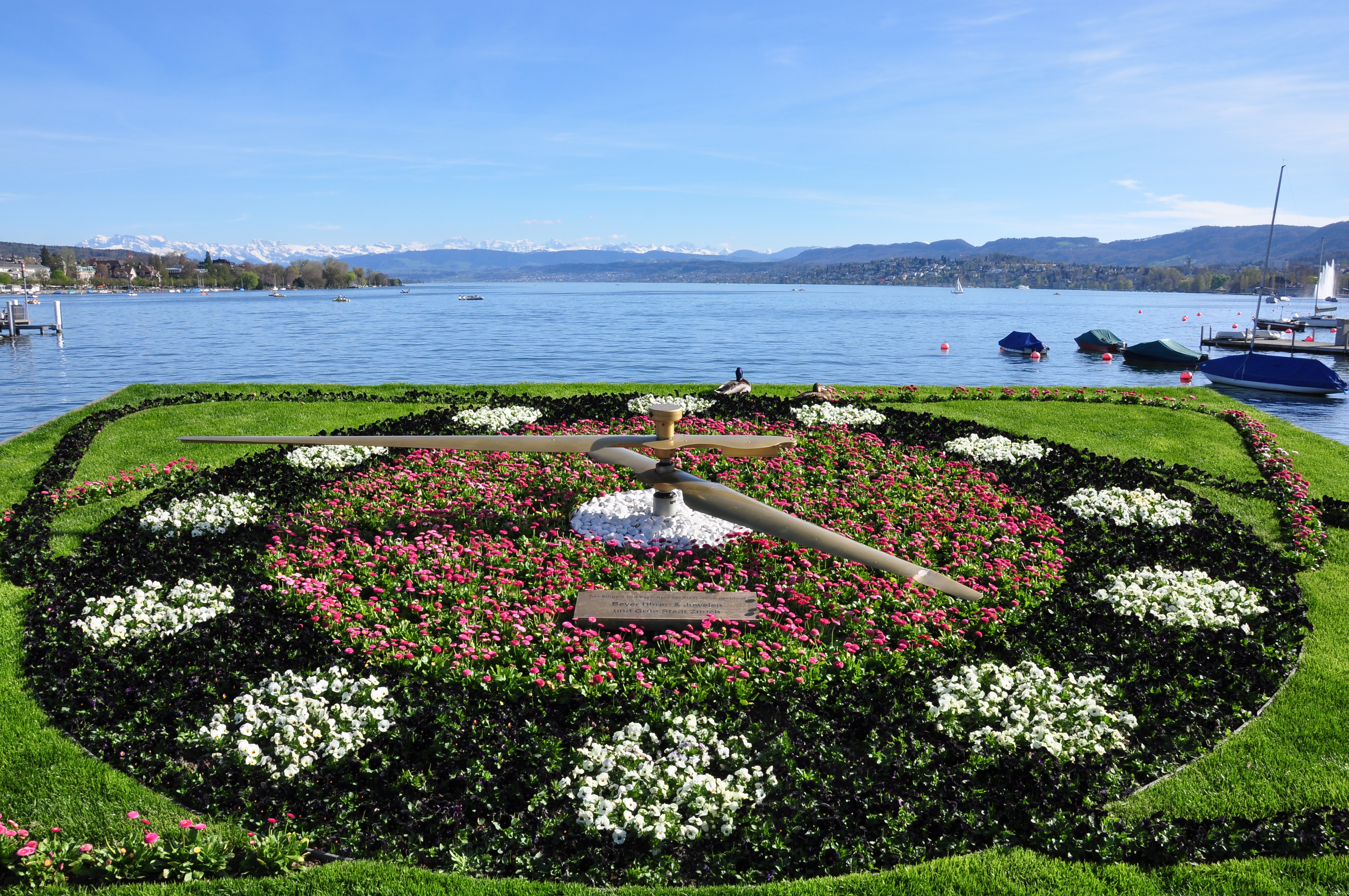
花钟
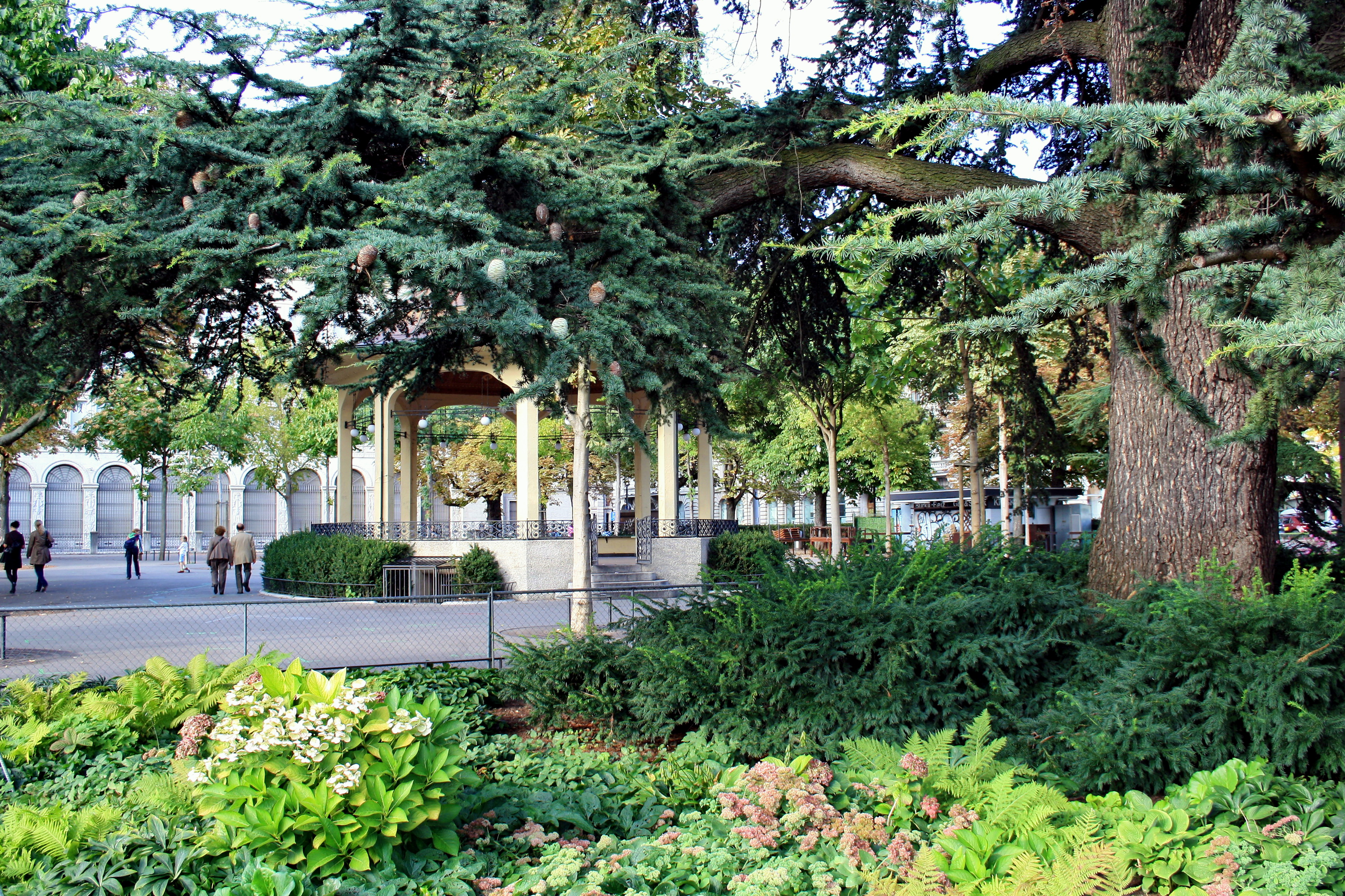
Cedrus libani
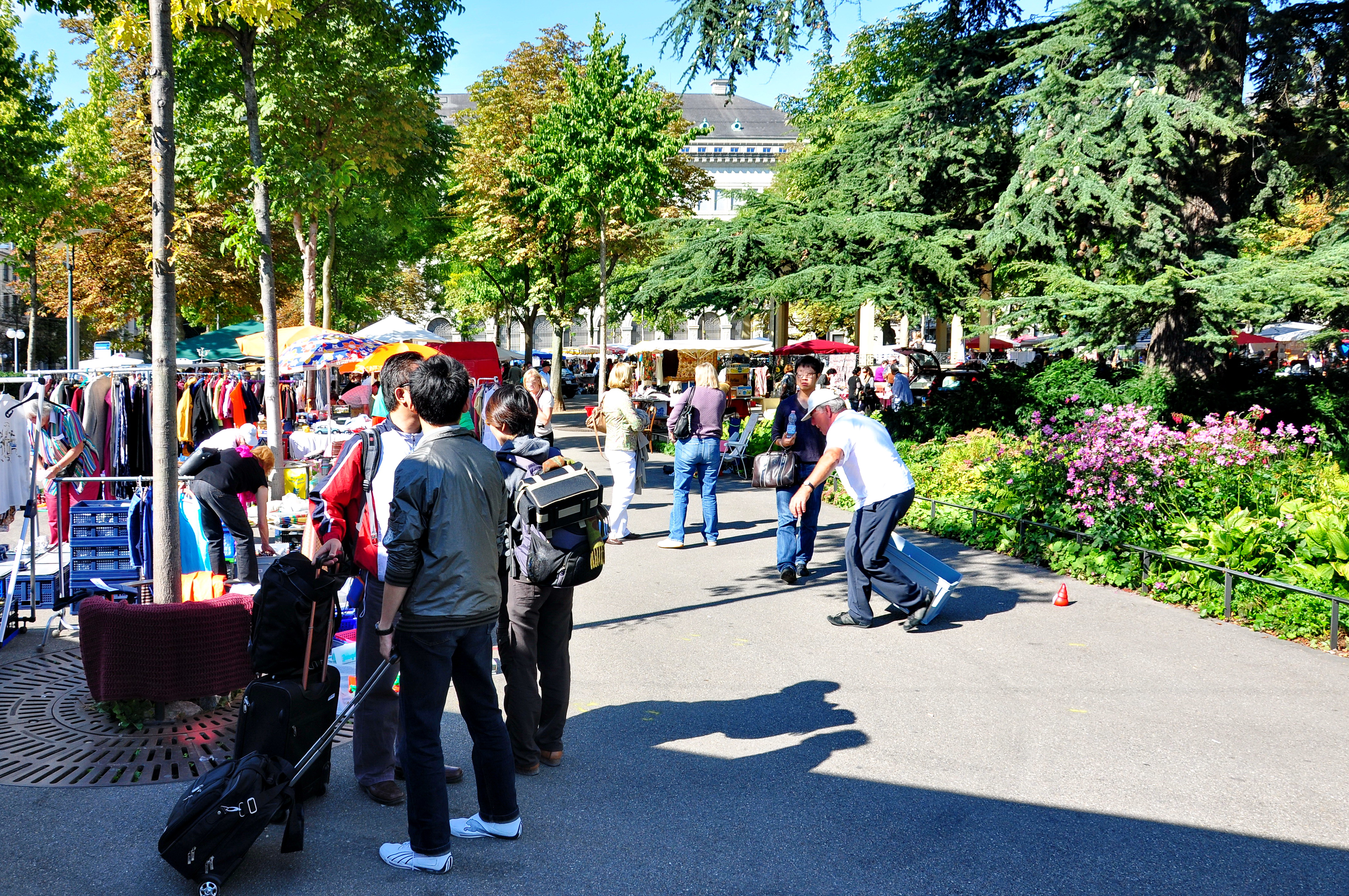
Flomärt
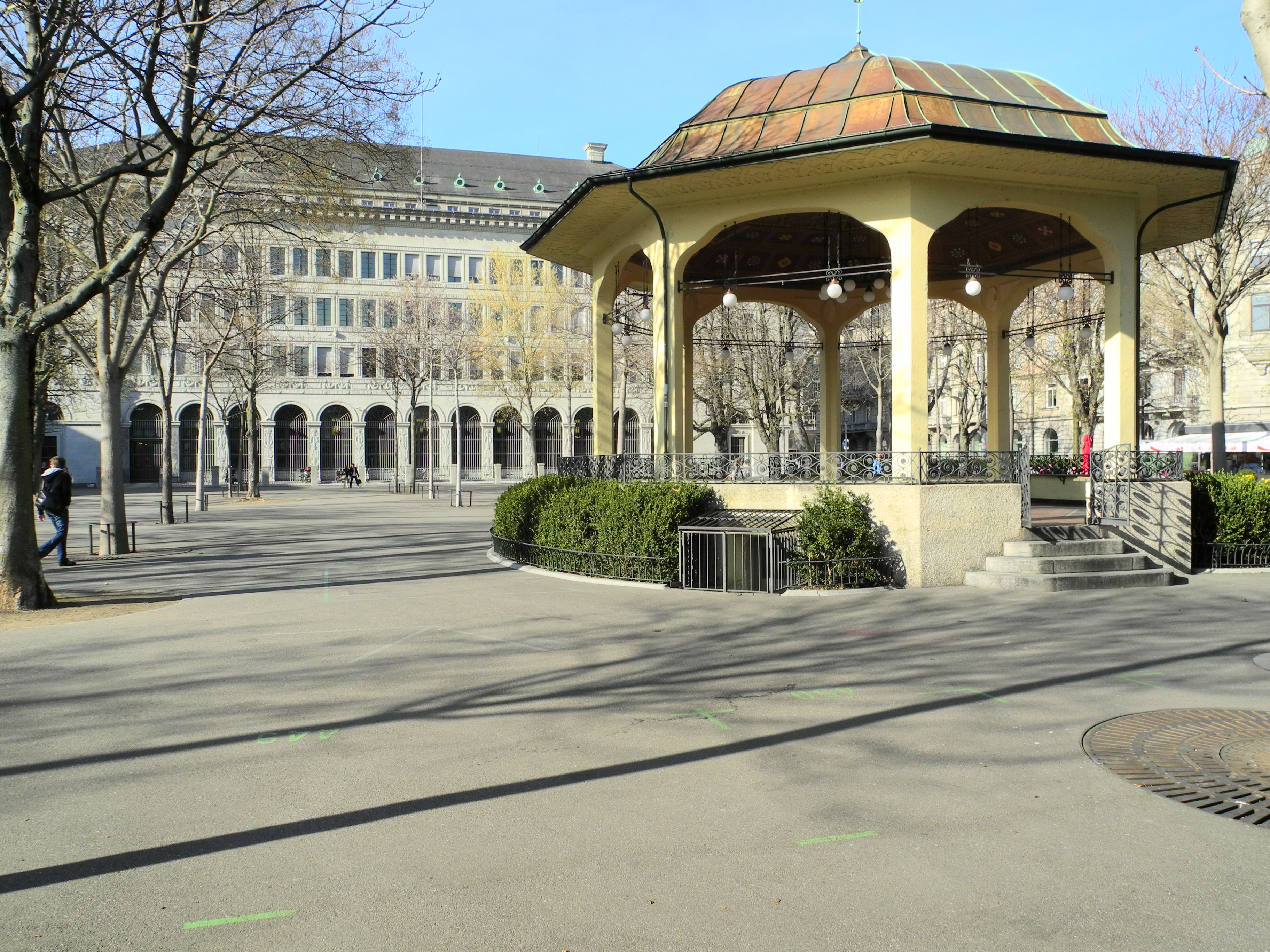
音乐亭
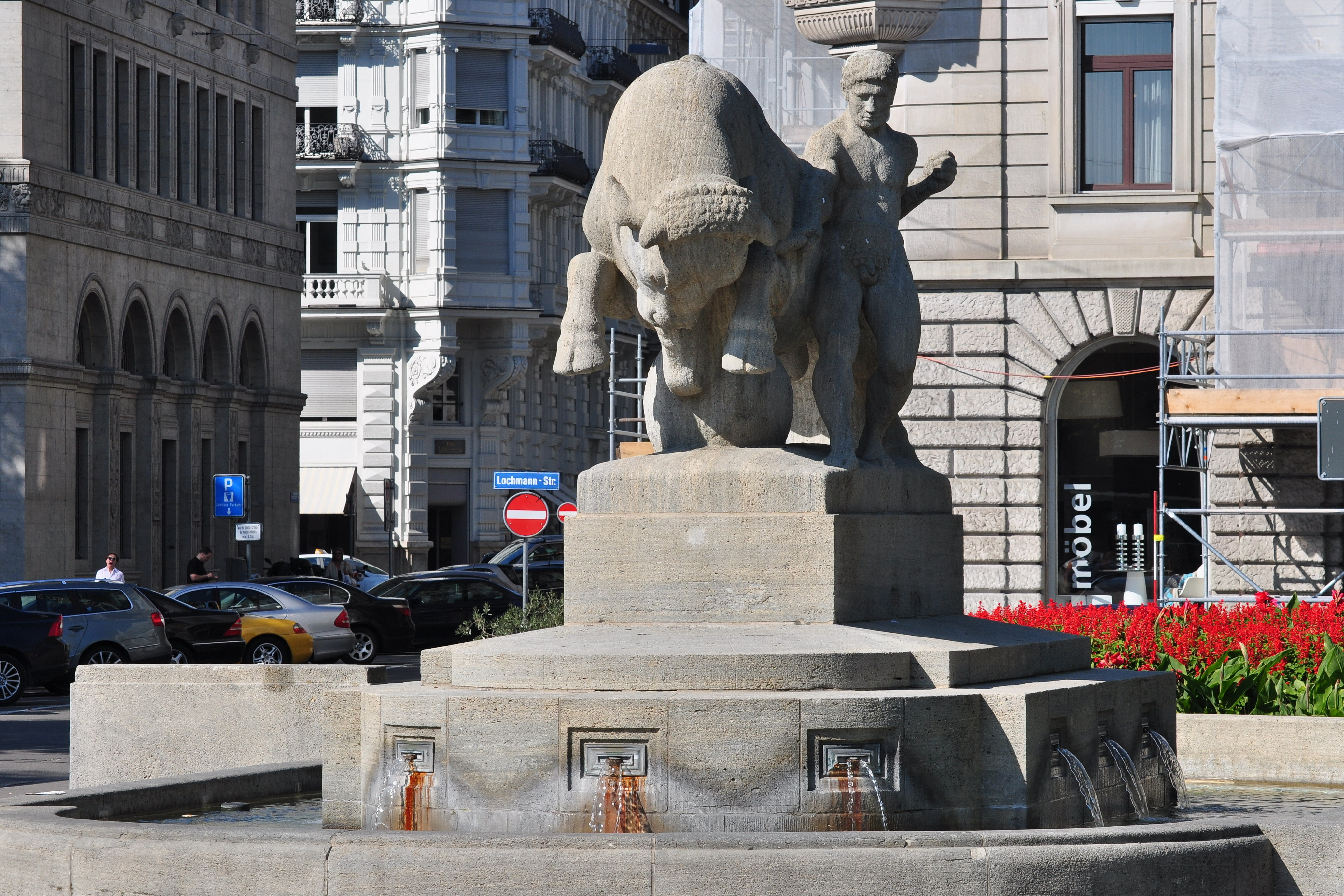
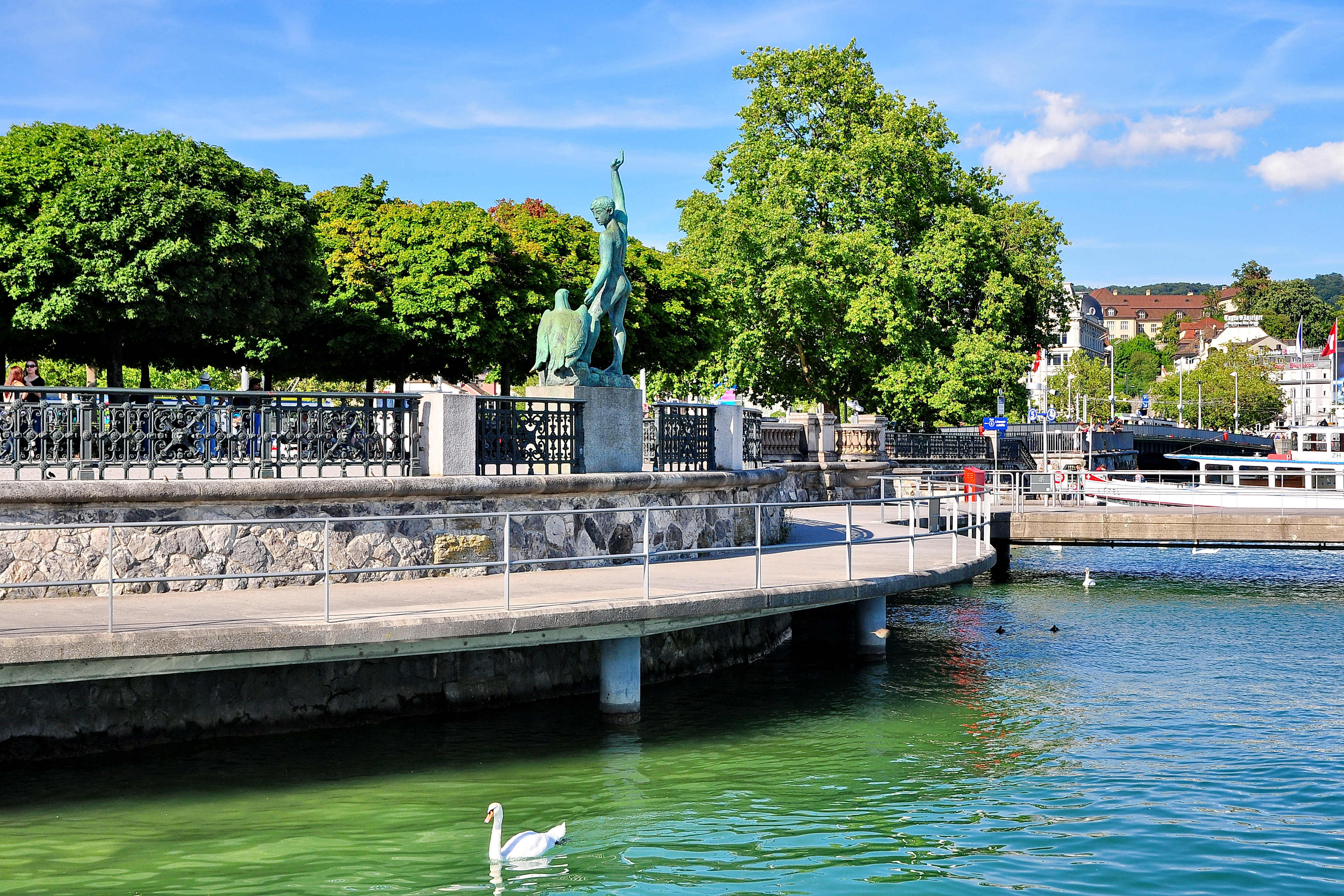